# Ícaro Miguel Martins
Ícaro Miguel Martins Soares (Belo Horizonte, 29 de abril de 1995) es un deportista brasileño que compite en taekwondo.
Ganó una medalla en el Campeonato Mundial de Taekwondo de 2019, y cuatro medallas en el Campeonato Panamericano de Taekwondo entre los años 2018 y 2024. En los Juegos Panamericanos de 2019 consiguió una medalla de plata.

## Palmarés internacional
| Campeonato Mundial      | Campeonato Mundial           | Campeonato Mundial | Campeonato Mundial |
| Año                     | Lugar                        | Medalla            | Categoría          |
| ----------------------- | ---------------------------- | ------------------ | ------------------ |
| 2019                    | Mánchester (Reino Unido)     | Medalla de plata   | –87 kg             |
| Juegos Panamericanos    |                              |                    |                    |
| Año                     | Lugar                        | Medalla            | Categoría          |
| 2019                    | Lima (Perú)                  | Medalla de plata   | –80 kg             |
| Campeonato Panamericano |                              |                    |                    |
| Año                     | Lugar                        | Medalla            | Categoría          |
| 2018                    | Spokane (Estados Unidos)     | Medalla de plata   | –87 kg             |
| 2021                    | Cancún (México)              | Medalla de oro     | –87 kg             |
| 2022                    | Punta Cana (Rep. Dominicana) | Medalla de oro     | –87 kg             |
| 2024                    | Río de Janeiro (Brasil)      | Medalla de bronce  | –87 kg             |